# Sulpicio Aspro
Sulpicio Aspro (... – Roma, 65) è stato un militare romano nato sotto il regno di Tiberio.
È noto per aver preso parte, nel 65, al tentativo di congiura organizzato da Gaio Calpurnio Pisone ai danni dell'imperatore Nerone. La maggior parte delle testimonianze della sua vita sono ricavate dagli Annales, di Tacito.

## Biografia

### Gioventù
Sulpicio nacque a Roma, durante il regno dell'imperatore Tiberio, da una famiglia probabilmente aristocratica della gens sulpicia. In giovane età si arruolò nell'esercito romano e, nel 22, prestò servizio nella guerra in Africa contro il numida Tacfarinas, sotto il comando di Bleso.

### Congiura di Pisone ed esecuzione
Nel 65, Sulpicio prese parte alla congiura organizzata dall'ex-console Gaio Calpurnio Pisone contro l'imperatore Nerone, per porre fine ai suoi eccessi ed ai suoi atti di crudeltà. Sulpicio, insieme a Pisone, si riunì insieme agli altri congiurati, come il tribuno militare Subrio Flavio e il prefetto del pretorio Tigellino, a Baia, per organizzare la cospirazione. Stabilirono che, durante i giochi dedicati a Nerone al Circo Massimo, il console Plauzio Laterano si sarebbe dovuto gettare ai piedi dell'imperatore, da supplice, accoltellandolo durante l'azione, mentre gli altri complici sarebbero intervenuti in seguito, in modo che avvenisse un'esecuzione plateale. Morto l'imperatore, Pisone sarebbe stato proclamato nuovo princeps dalla Guardia Pretoriana. Tuttavia, la congiura fu scoperta quando Milico, uno degli schiavi al servizio dei cospiratori, corse agli Orti Serviliani e denunciò il tradimento a Nerone, che scatenò una violenta persecuzione, nella quale vennero giustiziati Pisone, Seneca, Plauzio Laterano, Subrio Flavio e perfino Sulpicio stesso. Secondo Tacito, quando Nerone chiese al centurione per quale motivo avesse attentato alla sua vita, egli denunciò in pubblico tutte le atrocità commesse dall'imperatore, come l'uccisione della madre Agrippina e il Grande Incendio di Roma.